# Мелінда Мей
Мелінда Цяолян Мей — вигадана героїня, яка виникла у Кіновсесвіті Marvel до появи в Marvel Comics. Персонаж, створений Джоссом Відоном, Джедом Відоном та Моуріссою Танчароен, вперше з’явився у пілотному епізоді «Агенти Щ.И.Т.» 2013 року, і її постійно зображала Мінг-На Вен.

## Біографія вигаданого персонажа
У першому сезоні Мелінда Мей потрапляє до команди нещодавно воскреслого агента Щ.И.Т.а Філа Колсона як пілотесу та польову агентку для розслідування надлюдей та інших пов'язаних з ними явищ.  Показано, що вона має стосунки з колегою-агентом Ґрантом Вордом.  Колсон розповідає агентці Скай, що Мей під час місії в Бахрейні в 2008 році він одиночно вивів надлюдську загрозу та кількох співучасників, врятувавши команду агентів Щ.И.Т., хоча в перехресному вогні загинула молода дівчина. Залишившись травмованою досвідом, Мей звільнилася від польових обов'язків. Пізніше, як виявляється, її травма поступово заживає.  Вона також закінчує свої стосунки з Вордом. Невідома Скай та Колсону, Мей стежить за їхньою розмовою та звітує перед кимось іншим.  Коли починається повстання Гідри, Мей виявляє, що вона знала правду про воскресіння Колсона  і спостерігала за ним за наказом Ніка Ф'юрі, і Колсон відмовляється більше їй довіряти.  Відчуваючи себе небажаною, вона йде, шукаючи, щоб дізнатися правду про воскресіння Колсона. Вона знаходить правду і повертає її Колсону.  Мей пізніше втрачає Ворда, який був подвійним агентом для Гідри, а після смерті наставника Ворда Джона Ґарретта вирушає з командою на Дитячий майданчик, щоб допомогти перезапустити Щ.И.Т., під керівництвом новоспеченого голови Щ.И.Т.а Колсона. 
У другому сезоні Мей є де-факто заступником Колсона.  Згодом вона зустрічає свого колишнього чоловіка Ендрю Ґарнера.  Коли інша фракція Щ.И.Т.а на чолі з Робертом Ґонсалесом з’являється і займає їх базу, Мей допомагає Колсону врятуватися  але згодом приймає позицію в правлінні Ґонсалеса.  Стало відомо, що в 2008 році в Бахрейні нелюдина Єва Белякова та деякі бандити взяли в заручники команду Щ.И.Т.а та кількох місцевих жителів, і Мей увійшла до будівлі, яку вони використовували для порятунку заручників. Вона виявила, що вони поводяться не з характеру, і вони напали на неї, але вона перемогла їх і вбила Єву в бійці, перш ніж виявити дочку Єви Катю було справжньою загрозою, взявши під контроль заручників, щоб харчуватися їхнім болем. Коли Катя вбила контрольованих нею людей, Мей була змушена вбити Катю. Щ.И.Т. припустив, що Єва є загрозою, а Катю ніби спіймали в перехресному вогні, а Мей похвалили за те, що вона врятував команду Щ.И.Т. одноосібно, і дали прізвисько "Кавалерія". Однак вона зазнала глибоких психологічних травм; її шлюб з Ґарнером був зруйнований.  Коли дві фракції Щ.И.Т. об'єднуються, Мей стає членом ради радників Колсона.  Наприкінці сезону Мей робить перерву від Щ.И.Т.а, щоб бути з Ґарнером. 
У третьому сезоні Мей вже півроку перебуває у відпустці від Щ.И.Т.а і доглядає за батьком, який постраждав в автокатастрофі. Ленс Гантер сподівається, що Мей допоможе йому знайти і вбити втікаючого Ворда, і зазначає, що вона підозрює, що Ворд стояв за катастрофою її батька, але Мей ховається від свого життя в Щ.И.Т.і та труднощів у стосунках з Ґарнером та Колсоном. Мей врешті-решт переконана батьком у тому, що повернення до її Щ.И.Т.ного життя через поїздку з Гантером - це найкраще для неї, і обоє залишаються, щоб проникнути в нові ряди Гідри.  Пізніше вона дізнається, що Ґарнер є нелюдським серійним вбивцею Лашем.  Мей бореться з цим одкровенням;  вона продовжує працювати в Щ.И.Т., оскільки агентство намагається збити Ґедеона Маліка, а згодом і Вулика, програвши Ґарнера в цій битві. 
У четвертому сезоні, після повторного відновшення Щ.И.Т. та призначення Джеффрі Мейса директором, Мей доручають відбудовувати та навчати нову команду Страйк. Під час однієї зі своїх місій її торкається Люсі Бауер, жінка, яка має сили, схожі на привид,  змушуючи її стати параноїком.  Агент Джемма Сіммонс та союзник Щ.И.Т.А Голден Редкліфф "виліковують" Мей, вбиваючи та відроджуючи її.  До перемоги Щ.И.Т. на Елі Морроу, Мей була недієздатною та викрадена андроїдом Аїдою Редкліффа, і її замінила сама приманка-андроїд.  Після кількох спроб втечі  розум Мей потрапляє у Фреймворк, віртуальну реальність, де вона живе агентом Гідри.  За допомогою Скай (яка зараз називається своїм справжнім іменем Дейзі Джонсон) і Сіммонс, Мей врешті-решт втікає з Фреймворку  лише зіткнувшись із загрозою Аїди, нині нелюди.  Після поразки Аїди, невідомі сили Мей та інших відправляють у 2091 рік. 
У п'ятому сезоні Мей та інші опиняються у Маяку, бункері, де раніше містилася решта людства після руйнування Землі.  Мей захоплена Крі, які правлять станцією, і відправлена на поверхню Землі.  Там вона знайомиться з Робін Гінтон  яка була вихована Мей в її минулому.  Відкриваючи шлях повернення до сьогодення,  Мей та інші повертаються до Маяка і встигають повернутися до сьогодення.  Вони негайно працюють над тим, щоб запобігти руйнуванню Землі  вступаючи в конфлікт з гідрою генерала Гейли, а згодом і з неземною силою, званою Конфедерацією.  Після їхньої перемоги над посиленим гравітонієм Гленном Талботом, врятуючи тим самим Землю, Мей приєднується до Колсона, який вмирає, в останні дні на Таїті. 
У шостому сезоні Мей допомагає справлятися з погрозами за участю групи Сардж  та Ізел.  Вона, як Дейзі, вважає, що зможе повернути Колсона через Сарджа, але отримує смертельний ножовий удар від Серджа і відправляє її у вимір, де Сардж та Ізел намагаються звільнити своїх.  Мей виживає, оскільки смерть у цьому вимірі безглузда, і заважає трьом людям Ізела розв’язати свій рід. Повернувшись на Землю, вона вбиває Ізел і падає через отримані травми, тоді як Мак вбиває Сарджа. Сіммонс приїжджає і поміщає Мей у стазурний стакан, щоб вона могла одужати. 
У сьомому сезоні Мей зцілюється Іноком, хроніком і союзником Щ.И.Т.а, але вона втікає зі свого стаза під без його відома.  Після одужання вона, здається, не відчуває емоцій;  Йо-Йо Родрігес та Сіммонс виявляють, що Мей втратила власні емоції, але натомість може відчувати почуття всіх інших, коли вона знаходиться поруч з ними.  Проникнувши на корабель хронікомів, щоб врятувати сестру Дейзі Кору, Мей здолає Сибілу, лідерку мисливців хронікомів, і поєднує своїй здібності з Корою, щоб збільшити співпереживання в армії хронікомів, зупинивши їх напад на Щ.И.Т. Після поразки Сибіли, через рік Мей є професором Академії Колсона Щ.И.Т.. 

## Концепція та створення
Вен була обрана на роль Мей в жовтні 2012 року.  У Відона був персонаж, який спочатку був занесений на прізвище Агент Алтея Райс на кастингових аркушах  довгий час "катався в голові".  Готуючись до ролі, Вен отримала "кілька попередніх історій" про Мей, але їй було складно зіграти персонажа, якого поважають оточуючі, коли авдиторія не знає, чому, заявивши "Це різний виклик у різних шляхи.... Я використовую свій особистий досвід, коли нас пошкодили шрами або ми сильно розчарували".  Коли минуле Мей було розкрито в "Мелінда ", Вен назвала це "руйнівним", пояснивши "Вона була одружена, вона була закохана в Ендрю, у неї була робота, в якій вона перевершувалась і любила і в яку вірив - так що її світ був досконалим... Щоб дізналася, що їй доводилося робити, для блага багатьох... Я можу зрозуміти, чому це так сильно її травмує і змусить відступити"  Персонаж китайського походження, як і актриса, що зображує її,  хоча вона написана не так.  Сорочка Мей така ж блакитна, як і багато агентів Щ.И.Т.а у "Месниках", таких як Марія Гілл, щоб мати певну спадкоємність між її формою та тією, що встановлена у фільмах. Решта її костюма натхнена військовими льотними костюмами, включаючи шкіряний жилет та штани з натяжними панелями для полегшення бою. 

## Характеристика
Після прем'єри серіалу Вен дражнила героїню, кажучи, що "вона наче спостерігач, і коли вона хоче вкласти свої два центи, це те, що ви хочете послухати і начебто звернути увагу... Вона повільно адаптується до частини групи і знову опиняється в полі".  Говорячи про причини Мей залишитися зі Щ.И.Т.ом, Вен пояснила: "Дружба і... відданість Мей і її любов до Колсона. Можливо, не романтичне, це просто насправді - це важко описати - це зв’язок, це незламність, і вона буде стежити за Колсоном, піклуватися про нього та допомагати йому в усьому, що йому потрібно на даний момент у його житті... Вона хоче бути поруч з ним, і якщо це служить Щ.И.Т.а, це насправді більш-менш побічний ефект".  Вен зізналася, що Мей протягом серіалу розвиває стосунки зі Скай, переходячи від того, що Скай думала про "когось, кого вона не хотіла бути частиною команди, і не розуміла, чому Колсон хотів, щоб вона" хотіла Скай". бути найкращим агентом, яким вона може бути". Дізнавшись, що Скай - нелюдина, Вен заявила, що "це як коли ваша дитина чи ваша дочка втрачають контроль або вступають у ситуації чи людей, у яких ви не впевнені. У вас більше немає контролю. Це дуже лякає. На те, що Скай буде невідомою суттю, Мей все ще сподівається. Вона сподівається, що тренування з нею допоможуть їй контролювати свої нові сили, але ви ніколи не знаєте. Іноді влада обганяє все інше". 
Про те, як Мей мала справу зі своїм колишнім чоловіком Ендрю, який став нелюдем-вбивцею Лешем, Вен сказала: "Вона прийшла до розуміння, що це те, що він не мав контролю. Я думаю, вона розуміє, що певним чином він злякався і намагався захистити свої стосунки і робив це все з неправильних причин. Я думаю, врешті-решт, агентку Мей начебто закрито, коли справа стосується Леша та Ендрю. Ось чому вона перенаправляє всю свою енергію назад на Щ.И.Т., повернувшись поруч з Колсоном. Тут їй найкомфортніше".  Далі Вен описала Мей як "нетрадиційно маму... вона піклується про Сіммонс і справді вірить, що їй потрібно мати можливість захиститися, вона дуже, дуже стурбована добробутом сім'ї". 

## Прийом
Вен отримала номінації на «Улюблену актрису в новому ТБ серіалі» на 40-му нагородженні People's Choice Awards та «Улюблена жіноча телезірка» – Сімейне шоу на 29-й нагородженні Kids 'Choice Awards.   Вен також була визнана "Виконавцем тижня" TVLine за тиждень 12 квітня 2015 року за її виступ у "Мелінда", зокрема за її зображення у Мей у флешбеках. 

## Інші виступи

### Комікси
Мей дебютувала в Marvel Comics у Щ.И.Т. Vol. 3 # 1 (лютий 2015 р.) Від Марка Вайда та Карлоса Пачеко.  Вона приєдналася до команди Філа Колсона, щоб відновити Меч Уру, древню зброю, що належала Геймдаллю. Вона боролася з групою терористів, які захопили Марію Гілл.
Її наступним завданням було захистити Віккан від людини, яка мала спеціальні кулі, які могли завдати шкоди магам. З Багряною відьмою команда вирушила в Антарктиду, щоб знайти джерело, і вдалося перемогти людей, які робили кулі. Однак Дормамму заволодів Лео Фітцом і застрелив Багряну відьму.  Мей довелося подорожувати до Темного виміру разом з Колсоном та Джеремією Ворріком, агентом Щ.И.Т.а з головою сови. Вона відбилася від армії Безглуздих, але перевершила її чисельність. Потім вона була свідком перемоги Поглинаючої людини Дормамму. 
Пізніше Шовк зв’язався з нею та Колсоном, щоб допомогти їй, Галку, Росомахою та, врешті-решт, Примарному Вершнику в боротьбі з інопланетною істотою, яка імітувала сили.  

### Вебсерія
Мелінда Мей з'являється в цифровій серії Агенти Щ.И.Т.: Рогатка з Мін-На Вен, повторюючи свою роль. 

### Відео ігри
- Мей - гральний персонаж DLC у Месниках Lego Marvel. [30]
- Мей є другорядним персонажем агента Колсона у фільмі Marvel: Future Fight. [31]

## Нотатки
1. ↑  As depicted in the episodes "The Magical Place" and "T.A.H.I.T.I.".[2][3]